# 純恋
純恋（すみれ、本名：石川 安里沙（いしかわ ありさ）、1987年7月28日 - 2009年6月11日）は、日本の女性ファッションモデル。岩手県胆沢郡胆沢町 (現・奥州市) 出身。
主に『小悪魔ageha』などの雑誌で活動していた。

## 経歴
産婦人科勤務の看護師の母と兄の3人家族構成であった。母親が夜勤が多かった為、幼いときから母の職場に一緒に行く事が多かった。そこで多くの出産を目の当たりにし、5歳の時には初めて障害児の誕生を見たが、そういった子にも分け隔てなく接したという。胆沢町立南都田小学校（現・奥州市立南都田小学校）、胆沢町立南都田中学校（現・奥州市立胆沢中学校）を経て水沢第一高等学校卒業後、モデルを養成する宮城県仙台市の専門学校に進学。
高校在学時にファッションデザイナーを志す。その資金集めのために20歳の時、仙台市内のキャバクラで働き始めた。源氏名の「純恋」は日本の音楽グループ湘南乃風のシングル『純恋歌』からとったものである。キャバクラでは、すぐに店のNo.1となる。店に来た『小悪魔ageha』の編集者の目に留まったことで、読者モデルとして活動を開始した。モデル活動はデザイナーとしてデビューする為の近道と考えていたが、モデルとしてすぐに人気を獲得した。同雑誌の中條寿子編集長は純恋の魅力について「謙虚で控えめ。前に積極的にでていくタイプではないが、それが逆に心配になって応援したくなる」と、死後にコメントしていた。2008年（平成20年）に仙台市で開催されたファッションショー「仙台コレクション」にはゲストモデルとして参加した。また早川沙世、市倉利紗などと共にモバイルブランド『DIVAS』を立ち上げ、プロデュースを行った。
2009年（平成21年）3月、仙台市から上京しモデルとしての活動を本格化させた。それまではキャバクラでの勤務も続けていたが体調不良により両立が困難になり、キャバクラは辞めている。上京してからは『小悪魔ageha』の先輩モデル、早川を姉の様に慕っていた。

### 突然の死
しかし同年5月、病院から処方された薬を飲んでも回復しないほどに頭痛が悪化していた。この頃、いくつかの病院の診察を受けたが、どの病院でも「ストレスが原因」「片頭痛」と診断されていた。6月10日、初めて『小悪魔ageha』の撮影を無断で欠勤し、連絡が取れなくなったことを心配した事務所の担当者がマンションを訪れたところ室内のベッドの上で呼吸が止まっているのが発見され、翌日未明に死亡が確認された。死因は脳出血だったという。21歳没。死亡前の6月2日付のブログでは体調不良のため地元に療養に戻っていたことを明かしたが、回復したとの旨を伝えていた。ブログには2万を超えるコメントが書かれており早すぎる死を惜しんだ。デザインを手がけていたネックレスは亡くなる4日前に完成しており、同年8月に発売され大きな反響を呼んだ。
死後、地元奥州市水沢の花火大会で純恋の友人らが資金を出し合い、追悼の意味を込めて花火を上げた。また、日本テレビ系列『ザ!世界仰天ニュース』2009年10月7日放送回では脳出血の怖さを伝えるため、「ギャル系カリスマモデル 突然の死」と題し、純恋が取り上げられた。
その死から10年以上経た今も、ブログにはファンからのコメントが投稿されている。

## ボランティア活動
看護師である母の影響で、中学生の時から福祉施設でボランティアをしていた。2009年4月に、日本児童家庭文化協会で脳性麻痺の子供たちとの交流などのボランティアを開始した。5月中旬に体調が悪化するものの、同協会での活動は続行した。難病や障害のある子供のために無償で行われるイルカセラピーの存在を知り、イルカセラピー開催の資金集めのために自らデザインしたネックレスの収益を同協会に寄付することを考案し、体調を崩しながらもデザインに取り組み続けた。死から9日後にオリジナルアクセサリーが完成し、7月24日に販売が開始された。収益のすべてはイルカセラピーに寄付された。

## 出演

### 雑誌
- 小悪魔ageha（インフォレスト）

### その他
- GACKT『小悪魔ヘブン』CDジャケット[6]
- 仙台コレクション（2008年10月19日）